# Яр Попасний
Яр Попасний — балка (річка) в Україні у Новомосковському районі Дніпропетровської області. Ліва притока річки Багатенької (басейн Дніпра).

## Опис
Довжина балки приблизно 7,54 км, найкоротша відстань між витоком і гирлом — 6,76 км, коефіцієнт звивистості річки — 1,12. Формується декількома балками та загатами. На деяких ділянках балка пересихає.

## Розташування
Бере початок у селі Попасне. Тече переважно на північний схід і в селі Михайлівка впадає в річку Багатеньку, ліву притоку річки Орілі.

## Цікаві факти
- У селі Попасне біля витоку балки на південно-західній стороні на відстані приблизно 211 м пролягає автошлях Т 0422[3] (автомобільний шлях територіального значення у Дніпропетровській області. Пролягає територією Павлоградського та Новомосковського районів через Павлоград — Надеждівку — Голубівку. Загальна довжина — 56,2 км.).
- У XX столітті на балці існували молочно,-птице, та свино-тваринні ферми (МТФ, ПТФ, СТФ), газгольдер та газові свердловини[2].